# Рехимлийски мост
Рехимлийският мост (на гръцки: Γεφύρι στην Μεσιά) е стар каменен мост в Егейска Македония, Гърция, в кушнишкото село Рехимли (Месия).
Мостът се намира северно от Рехимли и еодолява малък поток, идващ от Кушница (Пангео), десен приток на Лъджа. Разположен е мляво от стария национален път Кавала - Солун, на 100 m след отбивката за Рехимли. Той, подобно на съседния Османлийски мост, е част от старата централна пътна ос, която свързва Амфиполис с Правища. По на запад Махмуд ага мост и най-южният мост на Самоков - Кайнакидевият мост, също са част от тази пътна ос.
Сводът му е изграден с два реда камъни, като вторият е леко издаден и намаляващ по ширина към върха на моста. Настилката му е калдъръмена. През 2009 година околното пространство е поддържано и обновено, като са добавени каменни парапети от двете страни на моста.